# 堺市立健康福祉プラザ
堺市立健康福祉プラザ（さかいしりつけんこうふくしプラザ）は、大阪府堺市堺区に所在する福祉施設。大阪都市景観建築賞を受賞。

## 概要
第3次障害者長期計画の基本理念である「障害者が住み慣れた地域で、主体的に、共生、協働のもと生き活きと輝いて暮らせる社会の実現」をめざして整備された施設。障害の他、リハビリテーション、市民交流、スポーツ、子ども等の分野も取り扱っている。

## 組織
- 市民交流センター
- 授産活動支援センター
- スポーツセンター
- 視覚・聴覚障害者センター（点字図書館・聴覚障害者情報提供施設）
- 生活リハビリテーションセンター
- 総合相談情報センター
- 堺市発達障害者支援センター
- 障害者就業・生活支援 センター「エマリス堺」
- 堺市難病患者支援センター
- 重症心身障害者（児）支援センター「ベルデさかい」
- 堺市子ども相談所
- 堺市障害者更生相談所
- 堺市こころの健康センター

## 建築

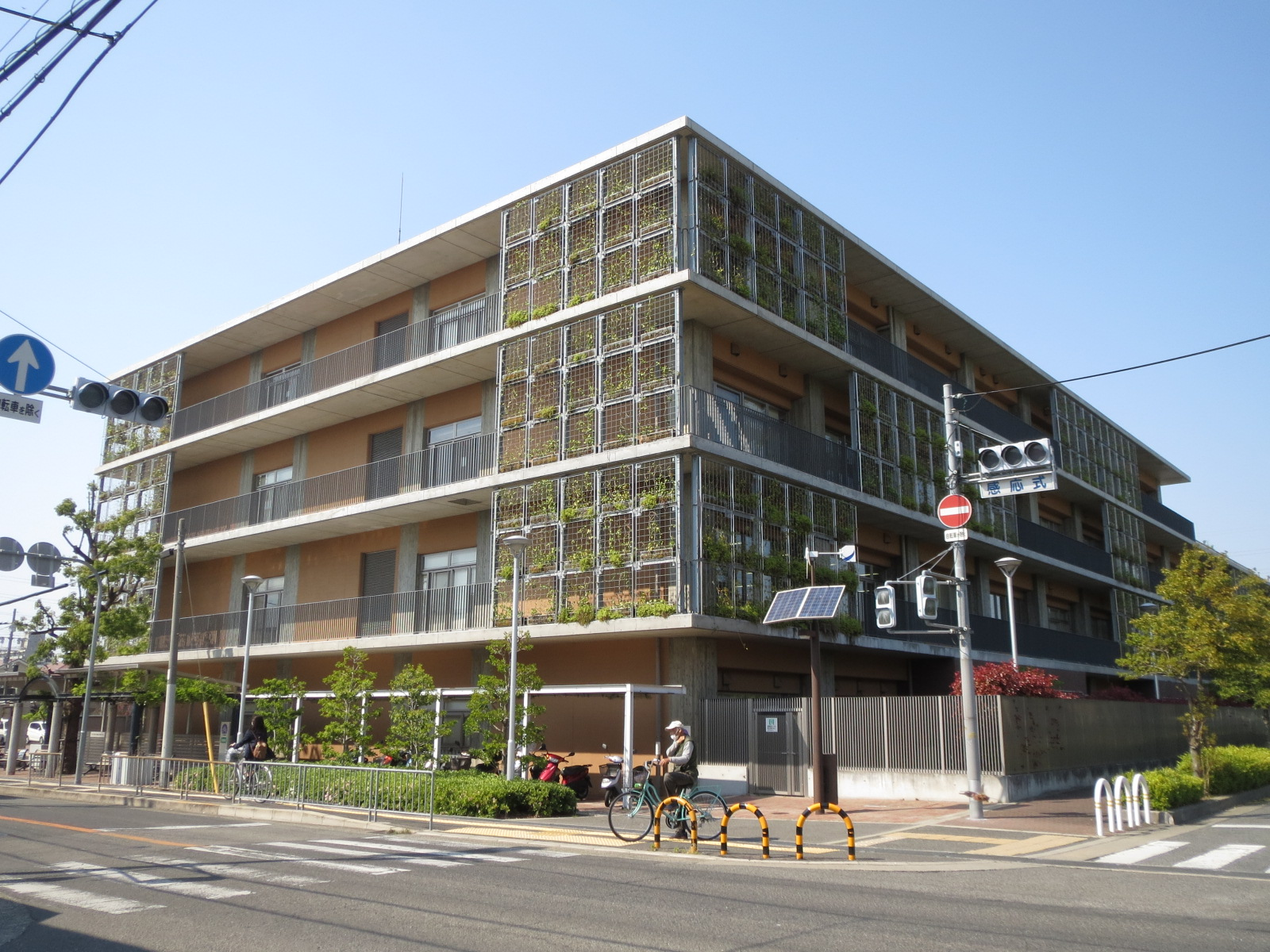
東ゾーン

2012年 (平成24年) 竣工。設計は梓・髙橋設計共同体。施工は錢高・東レ・大井建設工事企業体。建築面積4,476m2、延床面積17,350 m2。東ゾーン、中央ゾーン、西ゾーンの3棟で構成される。東ゾーンのバルコニーにはパネル式壁面緑化を配置し、屋上庭園や敷地内の緑化が積極的に行われている。周囲に仁徳陵、履中陵、大仙公園を望む環境との調和が評価され、第33回大阪都市景観建築賞緑化賞を受賞。

## 施設情報
- 開館時間 – 9:00から17:30 (センターによって異なる場合あり)
- 休館日 -土・日・祝日・年末年始 (同)
- 駐車場 – 77台

### 交通アクセス
- 阪和線百舌鳥駅、上野芝駅より徒歩15分
- 南海バス「旭ヶ丘　健康福祉プラザ前」バス停下車すぐ